# Султанов, Тофик Челебиевич
Тофик Челебиевич Султанов (род. 28 февраля 1959, Прохладный, Кабардино-Балкарская АССР) — советский и российский военачальник, заместитель командующего военно-транспортной авиации. Заслуженный военный лётчик Российской Федерации, генерал-майор, военный лётчик-снайпер.

## Биография
Тофик Челебиевич Султанов родился 28 февраля 1959 года в городе Прохладный Кабардино-Балкарской АССР в семье военнослужащего. В 1982 году окончил Харьковское высшее военное авиационное училище лётчиков. Прошел все ступени от летчика до командира звена в Дальневосточном военном округе. С октября 1987 года — воевал в Афганистане на Су-25. Был ранен. В 1990 году поступил, а в 1993 году окончил Военно-воздушную академию имени Ю. А. Гагарина. 
Проходил службу на командных должностях с 1993 по 2003 год, участвовал в войне в Чечне. С октября 2003 года — командир смешанной авиадивизии на Дальнем Востоке. В 2007 году окончил Военную академию Генерального штаба Вооружённых сил Российской Федерации и был назначен на должность заместителя командующего воздушной армии на Дальнем Востоке. Это было третьим назначением Тофика Челебиевича на Дальний Восток. 
С 2009 года исполняет обязанности заместителя начальника, а затем начальника Военно-воздушной академии имени Ю. А. Гагарина. После её расформирования назначен на должность заместителя командующего — начальником штаба военно-транспортной авиации. 
Освоил самолёты Л-29, МиГ-21, Су-25, Ан-26. Военный лётчик-снайпер. Заслуженный военный лётчик Российской Федерации. С 2020 года в запасе. Проживает в городе Москве. 

## Награды
- орден Мужества;
- орден «За военные заслуги»;
- орден «За заслуги перед Отечеством» IV степени (№ 3649, Указ Президента РФ от 28 января 2020 года);
- три ордена Красной звезды,
- медали

## Квалификация, звания и премии
- Заслуженный военный лётчик Российской Федерации
- Военный лётчик-снайпер